# Aborto en Bélgica
El aborto en Bélgica fue legalizado en su totalidad, el 4 de abril de 1990. El aborto es legal hasta las 12 semanas de gestación(14 semanas después del último período menstrual), se requiere que la mujer reciba asesoramiento al menos 6 días antes de realizarse el procedimiento, y que monitoreen al médico para controlar su salud en las semanas posteriores al aborto. Los abortos posteriores al periodo establecido son permitidos si el embarazo pone en riesgo la vida de la madre, o si el feto presenta defectos al nacer. Hasta 2009, el índice de abortos era de 9.2 aborto por cada 1000 mujeres entre 15 y 44 años.

## Leyes de liberalización del aborto de 1990
Previo a 1990, y bajo la influencia de la Iglesia Católica, Bélgica había sido unos de los pocos países europeos en donde el aborto era ilegal. Aun así, los abortos eran realizados de forma extraoficial (e incluso reembolsado por las mutualidades), siempre y cuando eran registrados como "curetaje". Se estima que se realiza un promedio de 20 000 abortos al año  (en comparación a los 100 000 nacimientos anuales).
Cuándo se aprobó la ley de aborto, fue muy controversial para muchos belgas. A comienzos de 1990, a pesar de la oposición del partido gobernante Centro Demócrata y Flamenco, una coalición de los partidos socialistas y liberales aprobó una ley para legalizar el aborto de manera parcial. Los obispos belgas hicieron un llamado a la población en general, con una declaración pública, exponiendo su rechazo doctrinal y pastoral hacia esta ley. Advirtieron a los católicos belgas que cualquiera que cooperara de forma "eficiente y directa" en la realización de abortos, estaban  "excluidos de la comunidad eclesiástica". Motivado por la firme postura de los obispos, y ante el hecho de que él y la reina Fabiola de Mora y Aragón no habían sido capaces de tener hijos, el rey Balduino notificó al Primer ministro el 30 de marzo, para que no firmara la ley sin violar su conciencia como católico. Debido a que la legislación no tendría fuerza de ley si no tenían la firma del rey, daba paso a que su negativa a firmar amenazaría con precipitar una crisis constitucional. Sin embargo, el problema fue resuelto con un acuerdo entre el rey y el Primer ministro Wilfried Martens, por lo que el gobierno declaró que el rey estaba inhabilitado para gobernar, por lo que el gobierno adquiere su autoridad, y promulgó la ley de aborto, luego de que el Parlamento votara para reinstalar al rey, al día siguiente de la aprobación de la ley. El Vaticano describió la acción del rey como una "elección noble y valiente" dictada por una "conciencia moral muy fuerte." Otros han sugerido que la acción de Balduino era "poco más que un gesto", ya que fue reincorporado a su cargo monárquico, apenas 44 horas después de haber sido removido del poder.